# Syngonanthus minutus
Syngonanthus minutus är en gräsväxtart som först beskrevs av Harold Norman Moldenke, och fick sitt nu gällande namn av Nancy Hensold. Syngonanthus minutus ingår i släktet Syngonanthus och familjen Eriocaulaceae. Inga underarter finns listade i Catalogue of Life.